# مامامو
مامامو (마마무) (بالإنجليزية: Mamamoo)‏ فرقة فتيات كورية جنوبية بأربع عضوات سولار، مونبيول، هوي إن، هواسا. تتبع الفرقة وكالة RBW ENTERTAINMENT ، اشتهرت مامامو بموسيقاها الغنية بإسلوب الجاز والرترو، وتنوع لونهم الموسيقي في الاونة الاخيرة
تم تلقيب الفرقة من قبل الناس العامة ب (믿듣맘무) وهو اختصار لما معناه (ثق واسمع لمامامو) وكان هذا اللقب إشارة لإستمتاع العامة بغنائهم ورؤية مسرحههم.
انطلقت الفرقة رسمياً في 18 حزيران 2014 بأغنية "Mr. Ambiguous". حيث اعتبرها بعض النقاد من أفضل أغاني الترسيم في 2014.

## الاسم

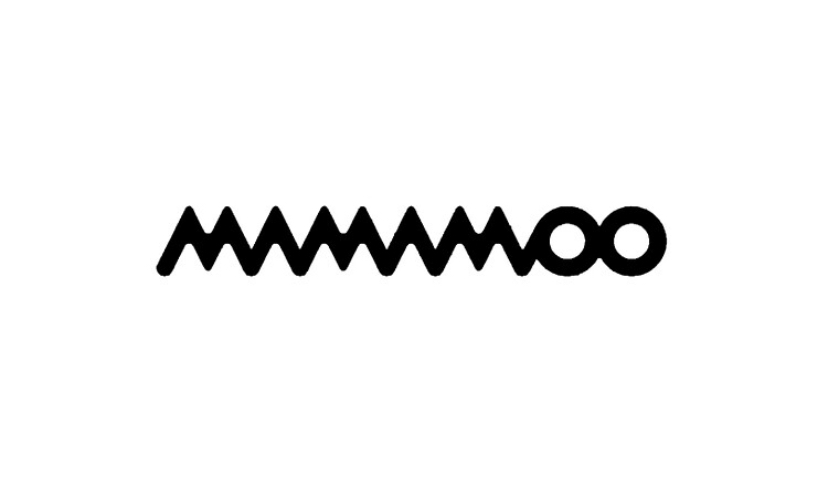
شعار فرقة مامامو

معنى اسم مامامو هو الأم، ومعناه باللغة القديمة الثقة. بحيث تم إطلاق هذا الاسم على الفرقة لتسهيل نطق الاسم، ومن أجل تقرب من معجبينهم المومو حسب كلام عضوات مامامو.

## فاندوم
اسم فاندوم (معجبين) مامامو هو مومو (무무) (بالإنجليزية: moomoo)‏ وهو مستوحى من آخر أحرف اسم الفرقة ومعنى الاسم بالكورية هو الفجل متزامناً مع شكل عصى التشجيع الخاص بالفرقة.
تم الكشف رسمياً عن اسم الفاندوم في يوم 08 شهر 07 عام 2014 على حساب الفرقة الرسمي على تويتر.
تمثل علاقة مامامو بمعجبينهم علاقة الأصدقاء المقربين، فهم يقدمون لهم ممتلكاتهم الشخصية كالساعات التي يرتديها، كذلك قاموا بإقامة حفلة شواء خاص بهم مع مومو.
وفي إحدى البرامج الموسيقية قامن العضوات بالنزول من على خشبة المسرح لكي يغنن ويرقصن مع المعجبين، وتارةً أخرى جعلن المعجبين يصعدون إلى المسرح ايضًا ليغنوا ويرقصوا سويًا كما انهم قدموا لهم الشطائر والمشروبات عند عقدهم لحدث لقاء المعجبين، عندما كانت العضوة سولار في غاية امتنانها للمعجبين قامت بكتابة أغنية خصيصًا لهم لتشكرهم وقامت بإصدارها في يوم ميلادها.
- قالت سولار عن معجبيهّن “انتم كالنجوم والرياح والازهار والشمس"
- وقلت مونبيول “الموموز هم الأفضل على الإطلاق”
- وقلت هويين“ابقوا معنا دائمًا حتى في ايامنا الاخيرة”
- واوصتهم هواسا “إذا شعرتم بالاستياء انظروا إلى هواسا المبتسمة ولا تشعروا بالاسف”
- وقالوا العضوات جميعًا “الموموز هم نصف مامامو الابدي”

## المسيرة الفنية

### 2014: البداية
قبل الظهور الرسمي لأول مرة، تعاونوا مامامو مع العديد من الفنانين. بحيث تم إصدار أول تعاون مشترك لهم بعنوان "Don't Be Happy" مع Bumkey في 8 يناير 2014. في وقت آخر تم إصدار ثاني تعاون مشترك مع K.Will بعنوان "Peppermint Chocolate" الذي يضم Wheesung في 11 فبراير 2014. ظهرت "Peppermint Chocolate" لأول مرة في المركز 11 على مخطط Gaon الرقمي في أسبوعها الأول.
وفي 30 مايو 2014، أصدروا مامامو أغنية تعاونية بعنوان"HeeHeeHaHeHo"مع الثنائي الراب Geeks.
ظهرت الفرقة لأول مرة رسميًا في 18 يونيو 2014 بأغنية ترسيم "Mr.Ambiguous" من أول ألبوم لهم وهو (Hello).  احتوى الفيديو الموسيقي لـ "Mr. Ambiguous" على مظاهر رائعة للعديد من الشخصيات البارزة في صناعة الكيبوب مثل جونغهيون عضو CNBLUE وبايك جي يونغ وويسونغ وجونغ جون يونغ وبومكي و K.Will، واحتوى الألبوم على ثلاث تعاونات تم إصدارها مسبقًا وأربع أغاني جديدة.  قامت الفرقة بأول ظهور مباشر لها في برامج الموسيقى في 19 يونيو على  《M Countdown》.  في يوليو 2014، أصدرت مامامو أول أوست لهم بعنوان "Love Lane" للدراما الكورية الزواج وليست مواعدة.
في 21 نوفمبر 2014، أصدرت مامامو ثاني أغنية لهم بعنوان "Piano Man" والتي كان تحمل نفس عنوان اللبوم.  بلغت الأغنية ذروتها في المركز 41 على مخطط Gaon الرقمي. وبحلول نهاية عام 2014، احتلت مامامو المرتبة العاشرة بين أفضل فرق فتيات للمبيعات الرقمية، و 19 في مبيعات الألبوم، و 11 في إجمالي المبيعات وفقًا لتصنيفات Gaon في نهاية العام.

### 2015: أول حدث توقيع المعجبين
في 10 يناير 2015، قاموا مامامو بتقديم عرض لأغنية Wait a Minute لـ جو هيون مي في برنامج العرض الغنائي الاغاني الخالدة 2، ووصلوا إلى الجولة الأخيرة قبل أن يخسروا أمام كيم كيونغ هو.
في 2 أبريل 2015، أصدروا مامامو أغنية مشتركة بعنوان "Ahh Oop!"، من ثالث ألبوم مصغر بعنوان "Pink Funky". أغنية "Ahh Oop!" يمثل تعاون مشترك بين مامامو وزميلتهم Esna ، بعد أن ظهرت في أغنية "Gentleman" في ثاني أغنية من البوم "Piano Man".
في 13 يونيو 2015، سافرت الفرقة إلى أولانباتار، منغوليا، لأداء حفل ترعاه سفارة كوريا الجنوبية مع Crayon Pop و K-Much.  كان الحدث حفلاً تذكارياً أقيم على شرف الذكرى الخامسة والعشرين للعلاقات الدبلوماسية بين كوريا الجنوبية ومنغوليا.
في 19 يونيو 2015، أصدروا مامامو ثالث أغنية من اللبوم "Pink Funky" بعنوان "Um Oh Ah Yeh".  وحققت الأغنية نجاحاً تجارياً، وبلغت ذروتها في المرتبة 3 على مخطط غاون، لتصبح ثلاث أغنية تحقق ذلك الإنجاز. 
في 23 أغسطس 2015، بعد انتهاء العروض الترويجية لهم، عقدوا مامامو أول اجتماع للمعجبين بعنوان "1st Moo Party"، لما يصل إلى 1,200 معجب في الحديقة الأولمبية في سيول.  تم بيع تذاكر اجتماع المعجبين في غضون دقيقة واحدة، لذلك أضافت الفرقة اجتماعاً إضافياً لـ 1,200 معجب آخر في نفس الليلة.  كما أقاموا «حفل Moo» أخرى في لوس أنجلوس، والذي أقيمى في 4 أكتوبر 2015.
تعاونوا مامامو أيضاً مع زميلهم basic في برنامج البقاء على قيد الحياة لموسيقى الراب الكورية Show Me the Money.
في 29 أغسطس 2015، عادوا مامامو إلى برنامج الاغاني الخالدة 2 مع تقديم أغنية Delilah لجو يونغ نام. 
في 31 أكتوبر 2015، عادوا مامامو إلى برنامج الاغاني الخالدة 2 للمرة الثالثة، حيث غنوا أغنية لمغني الهرولة الكوري باي هو "Backwood's Mountain" (두메 산골).  وحصل أداؤهم على أول فوز شامل لهم على برنامج الاغاني الخالدة برصيد 404 نقاط.

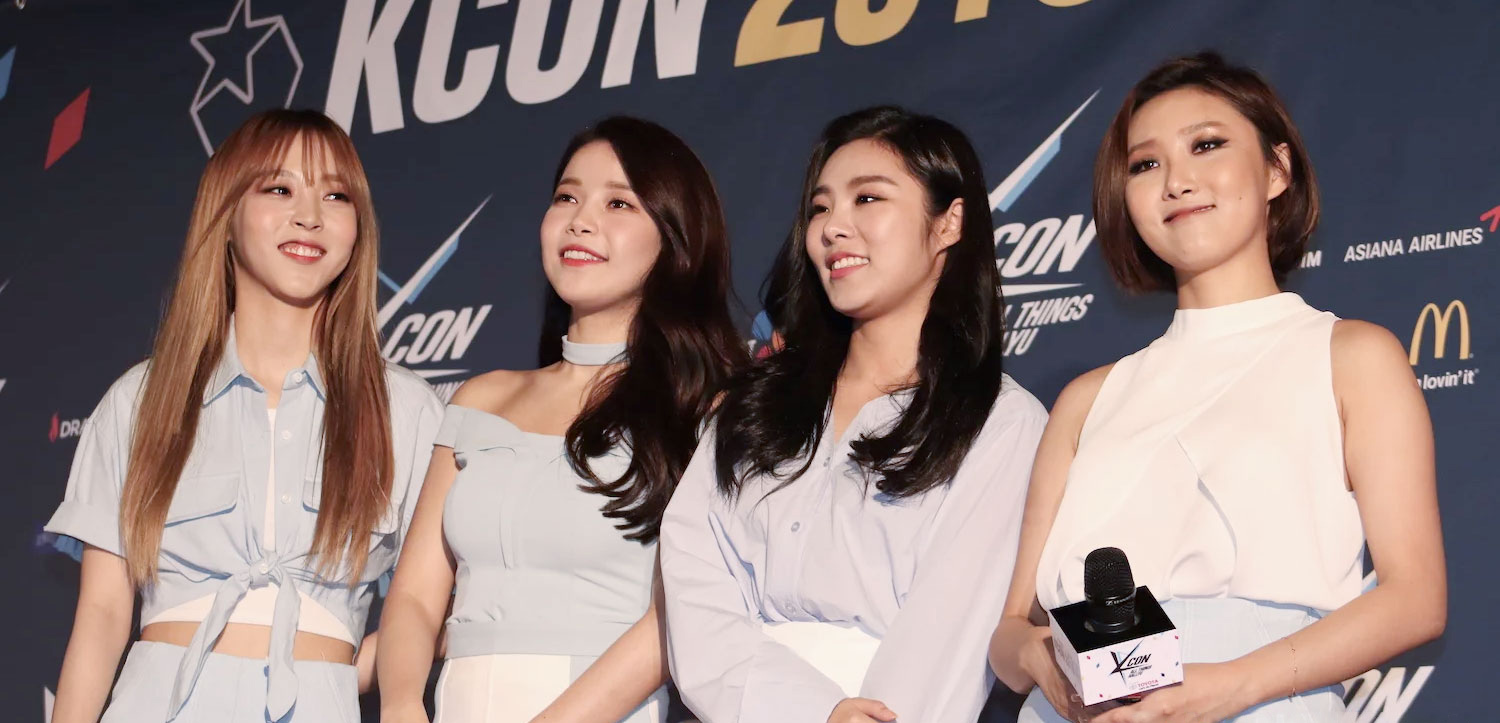
مامامو من حفل kcon new york 2016

### 2016: أول حفل موسيقي، أول ألبوم كامل
في 10 يناير 2016، أعلنت RBW عن أول حفل خاص لـ مامامو منذ ترسيمهم في عام 2014. أقيم الحفل الموسيقية، بعنوان "2016 Mamamoo Concert-Moosical"، من 13 إلى 14 أغسطس، 2016، في القاعة الأولمبية في سيول.  تم بيع 7,000 تذكرة للحفل في دقيقة واحدة.
في 26 يناير 2016، أصدروا مامامو أغنية مسبقة الإصدار باسم "I Miss You"، من نوع R&B ، والتي كانت ظمن أول ألبوم كامل لهم "Melting".
في 12 فبراير 2016، تم إصدار أغنية فيديو موسيقي آخرى بعنوان "1CM" مسبقة الإصدار. 
وتم إصدار الألبوم الكامل في 26 فبراير 2016، حيث ظهروا لأول مرة في المركز الثالث على مخطط غاون.  ظهرت الأغنية الرئيسة التي كانت تحمل اسم  "(You're the Best (넌 is 뭔들" أيضًا في المركز الثالث ولكنها وصلت إلى المركز الأول في الأسبوع التالي، لتصبح أول أغنية فردية لهم تصل لهذا الإنجاز.
في 6 مارس 2016، حصلوا على أول فوز لهم في العروض الموسيقية مع أغنية "You're the Best" على 《Inkigayo》، تليها جوائز في 《Music Bank》 و 《M Countdown》وبرامج الموسيقي أخرى.  لقد حصلوا على 8 انتصارات في المجموع. 
في 16 مارس 2016، قدموا مامامو  عرضًا في Austin ، تكساس في South By Southwest's K-Pop Night Out.
في 31 أغسطس 2016، أصدروا مامامو الأغنيتين "Angel" و "Dab Dab" كفرقة فرعية تتكون من فوكلز (سولار وهويين) ورابرز (مونبيول وهواسا) على التوالي. 
في 21 سبتمبر 2016، أصدروا مامامو أغنيتهم الرقمية مع فديو موسيقي لها بعنوان "نيويورك". بعد أن تم  اختتام العروض الترويجية لأغنية «نيويورك»، أعلنت وكالة مامامو أن الفرقة ستعود في 7 نوفمبر مع ألبومهم المصغر الرابع "Memory".  تم الإعلان عن اسم الأغنية الرئيسية "Décalcomanie".  بعد ذلك بوقت قصير، شاركوا مامامو في العديد من حفلات الجوائز لنهاية العام.

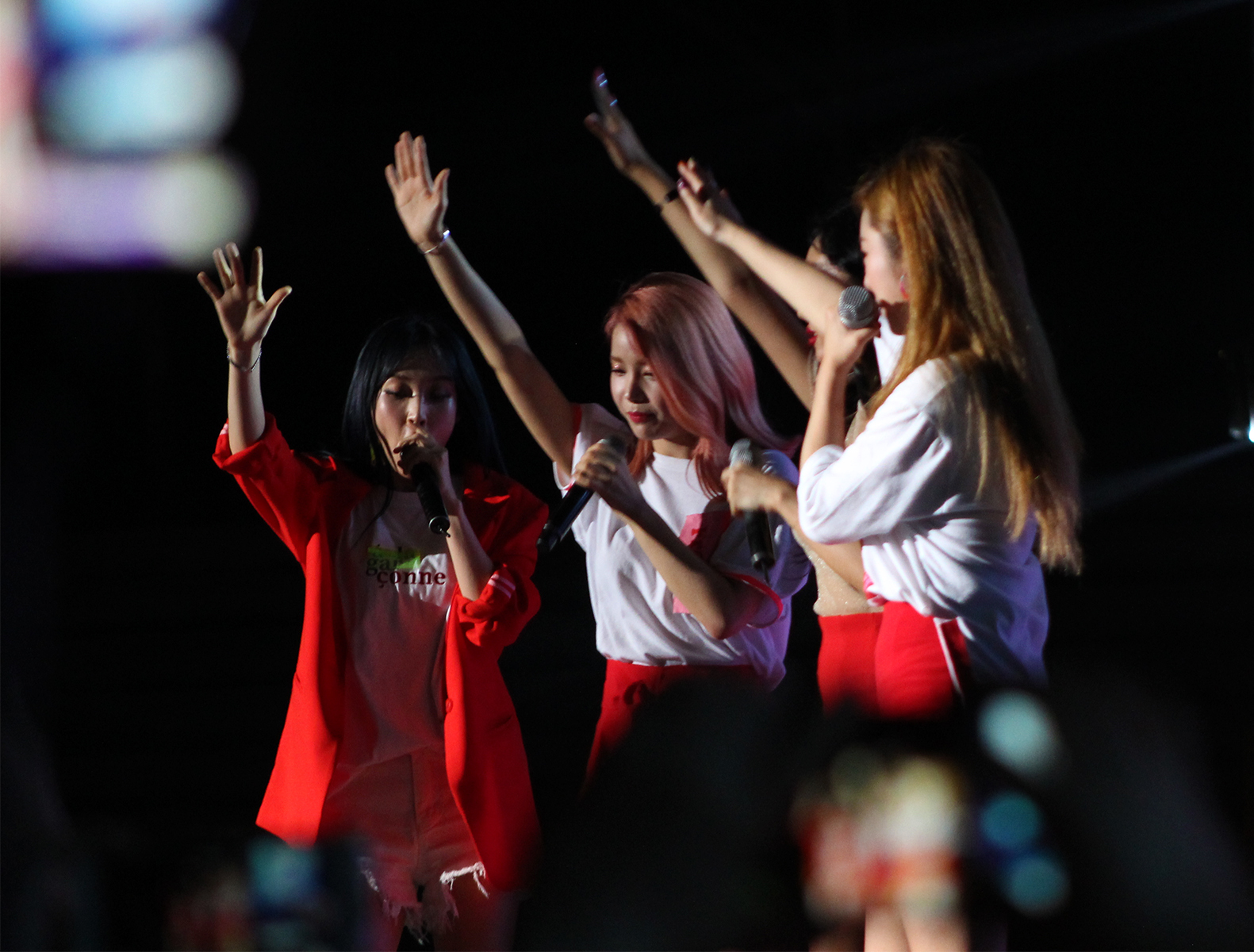

### 2017: إعتذار
في 14 يناير عام 2017 قاموا بغناء أوست بعنوان "Love" لدراما الكورية الناجحة «العفريت».
وفي 19 يناير 2017، أعلنوا مامامو عن حفلهم الفردي الثاني بعنوان "2017 Mamamoo Concert Moosical: Curtain Call"، والذي أقيم في 3 إلى 5 مارس 2017 في سيول ومن 19 إلى 20 أغسطس 2017 في بوسان على "KBS Busan Hall".  تلقت الفرقة انتقادات لأدائهم بالوجه الأسود عندما كانت أحد أجزء من الحفل الموسيقي، قاموا بتشغيل مقطع فيديو يحتوي على الأعضاء ينتحلون شخصية برونو مارس بينما كانوا يرتدون مكياجًا غامقًا، يهدف إلى إعادة إنشاء مقتطف من الفيديو الموسيقي لـ Uptown Funk. تم حذف المقطع نهائيا من الحفل وتم إصدار اعتذارات متعددة على الفور من قبل الشركة، بما في ذلك اعتذارات مباشره من العضوات، تفيد بأنهم «كانوا جاهلين تمامًا بالوجه الأسود ولم يفهموا الآثار المترتبة على أفعالهم. وسيأخذون وقتاً لفهم المزيد عن معجبينهم لضمان عدم حدوث ذلك مرة أخرى».
أصدروا مامامو خامس اللبوم مصغر لهم بعنوان "Purple" مع أغنية "Yes I Am" في 22 يونيو 2017.
وسرعان ما صعدت الأغنية إلى المركز الأول على مخطط Melon. وبعد يوم واحد، سجلوا مامامو الرقم القياسي للفرق الفتيات لأكبر عدد من المستمعين الفريدين في 24 ساعة مع أغنية "Yes I Am" على Melon.
في 27 يونيو 2017، حصلوا على أول فوز لهم لعام 2017 في العرض موسيقية على 《The Show》، تليه انتصارات على《Show Champion》 و M》 Countdown》 و 《Show! Music Core》.  كما احتلوا المركز الأول في مخططات ألبومات Billboard العالمية.

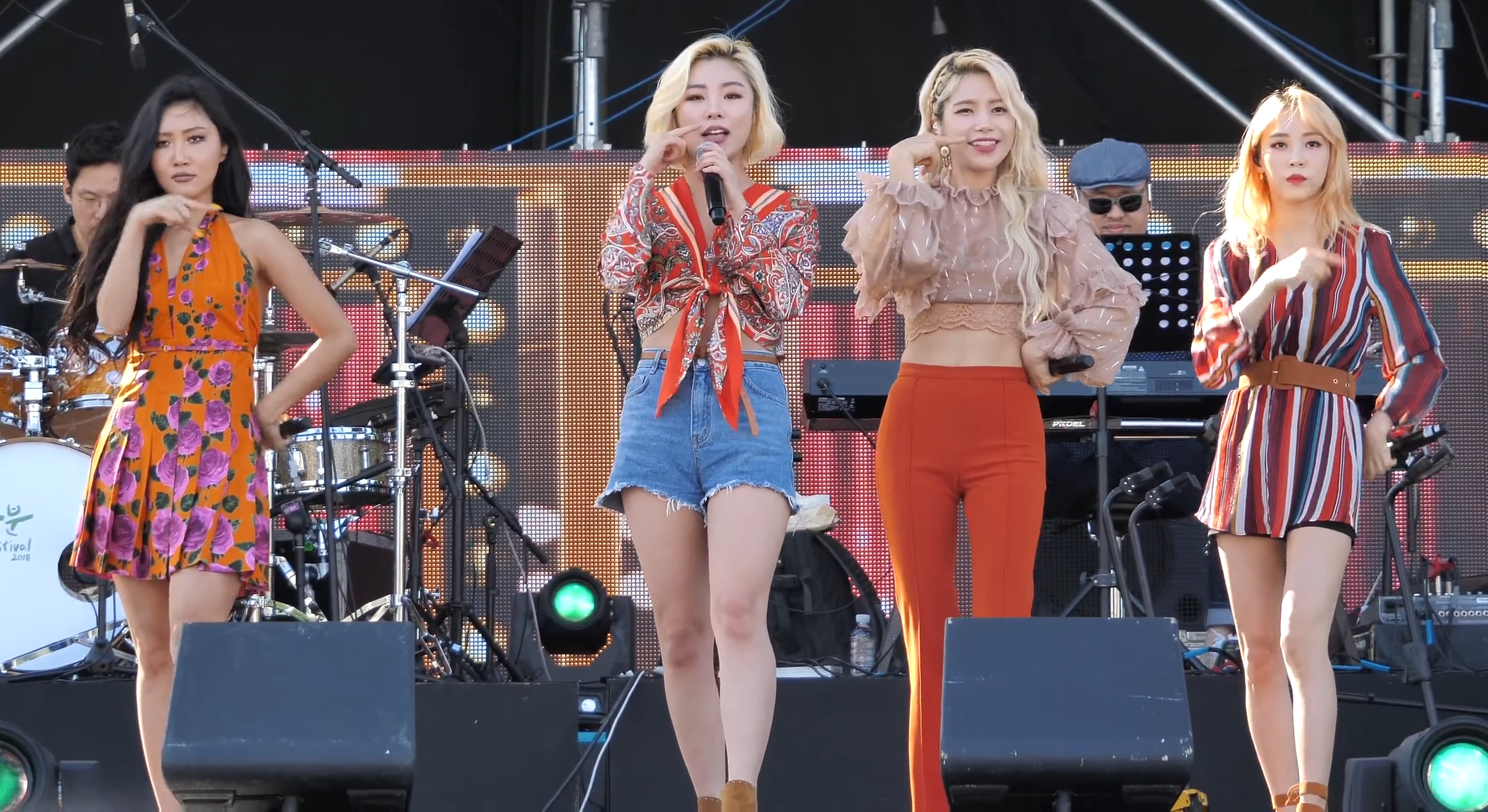

### 2018: مشروع الفصول 4 الألوان 4، ترسيم في اليابان وأول أغنية يابانية
في 4 يناير 2018، أصدروا مامامو أغنية بعنوان "Paint Me" لتكون بمثابة مقدمة لسلسلة مشاريعهم القادمة "4seasons". والهدف من هذه السلسلة هو عرض أربعة ألبومات، يجمع كل منها لوناً واحداً يمثل كل عضوة ومطابق لكل فصل (موسم).  صرحت الفرقة أنهم يرغبون في إظهار عمقهم كفنانين وتقديم أسلوب أكثر نضجًا مع هذا المشروع.
بدأ مشروع "Seasons4 Colors4" عندما أصدروا مامامو الألبوم المصغر السادس، بعنوان "Yellow Flower" في 7 مارس 2018 بأغنيتها الرئيسية "Starry Night".  ترسمت الأغنية بمخطط غاون للأغاني الرقمية Top 10 في منتصف العام في المرتبة 6.
في 18 و 19 أغسطس 2018، أقاموا مامامو حفلًا منفرد الثالثًا بعنوان "2018 Mamamoo Concert 4Seasons S / S"، على "SK Olympic Handball Gymnasium" في سيول. تم بيع تذاكر الحفلى الموسيقي في غضون دقيقتين من طرحها للبيع.
واصلوا مامامو مشاريعهم في "4 Seasons" عندما أطلقوا الألبوم المصغر السابع "Red Mon"، في 16 يوليو 2018، مع أغنية "Egotistic" كأغنيتها الرئيسية.  وفي الأسبوع الأول من إطلاقه، ظهرت الاغنية في المركز الرابع على Billboard World" Album" مع 1,000 نسخة، مما جعله أفضل أسبوع مبيعات في الولايات المتحدة.  ووصل أيضًا إلى المرتبة 3 على مخطط "Gaon Album" الأسبوعي.  ظهروا مامامو أيضًا لأول مرة على مخطط "Billboard Heatseekers" للألبومات في المرتبة 25. وانتهوا من العروض الترويجية لـ "Egotistic" في 5 يوليو 2018، على 《Inkigayo》 ، استعدادًا لحفلهم الفردي الثالث.
تم إصدار أول أغنية يابانية لهم،"Décalcomanie"، في 3 أكتوبر 2018، تحت العلامة اليابانيةVictor" Entertainment". ووصلت الأغنية المنفردة الأولى لهم في اليابان إلى المرتبة 11 في مخطط "Oricon" الأسبوعي الأغاني.
في 29 نوفمبر 2018، أصدروا مامامو المشروع الثالثة من مشروعهم "4 Seasons"  مع اللبوم المصغر الثامن بعنوان "Blue؛S" مع أغنية "Wind Flower" التي كانت الأغنية الرئيسة للألبوم. وبلغت ذروتها في المركز 7 على مخطط ألبوم Gaon الأسبوعي.

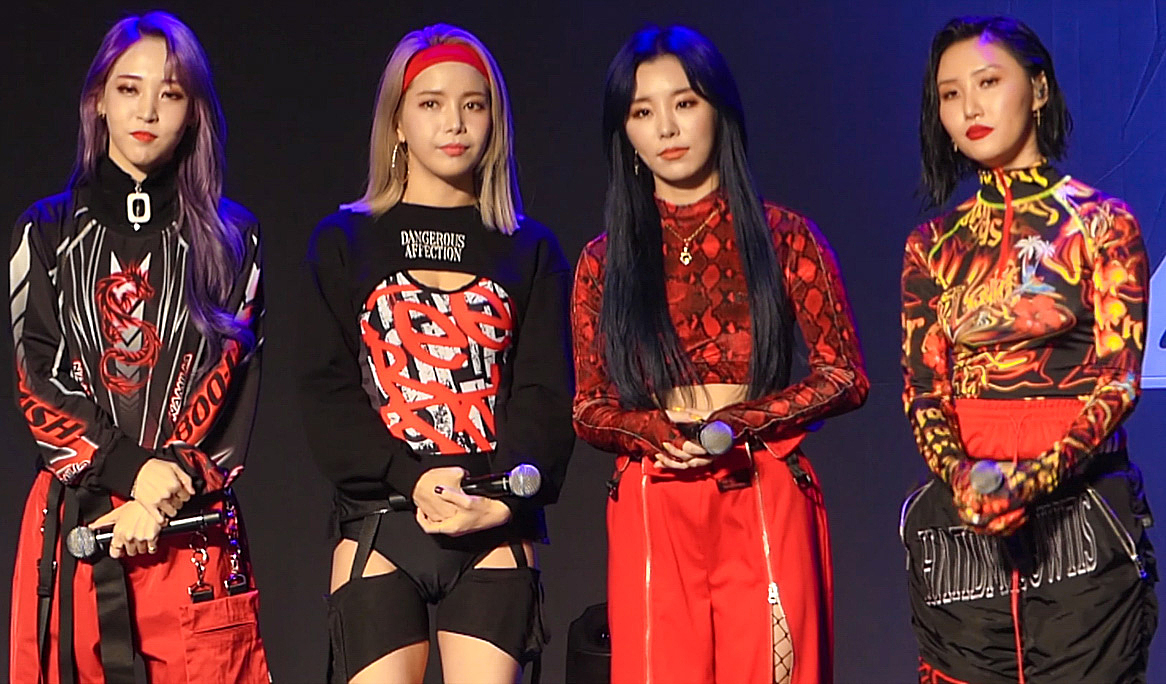
مامامو من أحد حفلاتهم عام 2019

### 2019: إنتهاء مشروع الفصول4 الألوان4 ، ثاني ألبوم كامل
أصدروا مامامو  الجزء الرابع والأخير من مشروع"4seasons" مع البوم المصغر التاسع "White Win"، في 14 مارس 2019، بأغنيتها الرئيسية "Gogobebe".  ظهرا ألبوم "White Wind" لأول مرة في المرتبة الأولى على مخطط ألبومات Gaon ، حيث تم بيع ما يقرب من 60.000 نسخة من اللبوم بحلول أبريل 2019. حقق "Gogobebe" نجاحًا تجاريًا، وبلغت ذروتها في المركز 5 على مخطط Gaon الرقمي واحتلت المرتبة 72 على الرسم البياني السنوي.  بلغت الأغنية ذروتها أيضًا في المرتبة 2 في كل من مخططات المبيعات "Billboard K-Pop Hot 100" و "Billboard World Digital Songs Sales".
في 27 مارس 2019، أعلنوا مامامو عن حفلهم الفردي الرابع بعنوان "2019 Mamamoo Concert 4Seasons F / W" الذي عقد فيJangchung" Gymnasium" في سيول ما بين 19 إلى 21 أبريل.  وكانت الحفلات الموسيقية هي الخاتمة الكبرى لـ مشروع" 4seasons 4color" لمامامو، والذي تم إطلاقه في مارس 2018 لإعادة تشكيل هوية الفرقة.
في 24 يوليو 2019، أصدروا مامامو أغنية جديدة بعنوان "Gleam"، من تأليف Cosmic Sound ، كأغنية تجارية (إعلانية) لـ Davich Eyeglasses.
أصدروا مامامو  ألبومهم الكامل الثاني"Reality in Black" في 14 نوفمبر 2019 بأغنيتها الرئيسية "Hip".  ظهرا اللبوم "Reality in Black" لأول مرة في أعلى مخطط ألبومات Gaon ، بينما وصلت "Hip" إلى المركز 4 على الرسم البياني الرقمي للأغاني.  ظهرت أغنية "Hip" لأول مرة في المرتبة 5 على مخطط مبيعات الأغاني الرقمية العالمية وبلغت ذروتها في أعلى الرسم البياني في أسبوعها الثاني، مما أعطى الفرقة أول أغنية لهم على الرسم البياني.

### 2020: ثالث أغنية يابانية، 10 ألبوم مصغر
في 19 فبراير 2020، أصدروا مامامو أغنيتهم اليابانية الثالثة "Shampoo" كأغنية رقمية. إلى جانب النسخة اليابانية لأغنية "Hip"، مضمنة في النسخة اليابانية من ألبوم "Reality in Black".
بعد ظهور سولار لأول مرة كفنانة منفردة مع أغنية "Spit It Out" في 23 أبريل 2020، أصبحوا مامامو ثاني فنان كورية وأول فنان من جيل الثالث يكون كل عضو فيها دخل إلى مخطط Billboard's World Digital Song Sales بأغنيته الفردية.
أصدروا مامامو أغنية ترويجية (إعلانية) "Wanna Be Myself" لصالح العلامة التجارية Andar في سبتمبر.
في أكتوبر 2020، أعلنوا مامامو عن تجهيزهم الألبوم المصغر العاشر "Travel".  وتم إصدار أغنية "Dingga" مسبقة الإصدار قبل الألبوم في 20 أكتوبر. بلغت الأغنية ذروتها في المرتبة 7 على مخطط Gaon الرقمي، و5 على"Billboard K-Pop Hot 100"، و8 في مخططات مبيعات الأغاني الرقمية العالمية. وتم إصدار الالبوم كامل مع أغنيتها الرئسية "AYA" في 3 نوفمبر وتم بيع 100,000 نسخة من الالبوم واصبحوا بذلك رابعة فرقة فتيات تحقق ذلك والفرقة الأول التي ليست من البيق 3، وفي نفس اليوم تم إصدار حفل كوملونج بمناسبة فوز مامامو في برنامج التنافسي كويندوم. حققوا فوزهم لأول مع أغنية Aya في 19 نوفمبر على M countdown.

### 2021: إنتهاء العقد
في 22 يناير 2021، أعلنت وكالة RBW أن سولار ومونبيول قد جددتا عقودهما مع الوكالة، بينما لا تزالوا هويين وهواسا يناقشان حالياً أمر تجديد العقد. في 30 مارس، جددت هواسا عقدها رسميًا مع RBW ، مع بقاء عقد هويين قيد المناقشة. في وقت لاحق من نفس اليوم، أكدت وكالة RBW أيضًا أن مامامو سيبقى معًا ولن يتفكك. في 1 مايو، أقاموا مامامو حفلًا افتراضيًا عالميًا على منصة البث المباشر LiveNOW العالمية، ليصبحوا بذلك أول فرقة آسيوية في تاريخ تقيم حفلًا على المنصة. قامت الفرقة بأداء العديد من أعظم أغانيها، بما في ذلك "Dingga" و "Hip" و "Starry Night" خلال العرض، تحت عنوان نيويورك .
في مايو 2021، نشرت الفرقة مقطع فيديو تشويقيًا «مثيرًا للاهتمام» على وسائل التواصل الاجتماعية الخاصة بهم، لتأكيد عودة الفرقة الكاملة في يونيو 2021. أُعلنوا مامامو سيبدؤن مشروع 2021 WAW (Where Are We) للاحتفال بالذكرى السنوية السابعة للفرقة. يتكون المشروع من إصدار ألبوم جديد مصغر في يونيو، وحفل موسيقي صيفي، وفيلم وثائقي. في 18 مايو، أعلنت الفرقة على وسائل التواصل الاجتماعي الخاصة بهم أنه سيتم إصدار الالبوم المصغر الحادي عشر باسم WAW ، في 2 يونيو، إلى جانب الأغنية الرئيسية "Where Are We Now". تصدر الالبوم WAW مخططات ألبومات iTunes في 21 دولة حول العالم، وباعت أكثر من 40.000 نسخة محلية في اليوم الأول من إصدارها، وفقًا لمخطط Hanteo ، وبذلك مامامو حققوا إنجازات كبيره مع اللبوم بالادا.[بحاجة لمصدر]
في 11 يونيو 2021، أعلنت RBW أن هويين ستغادر الشركة لأنها اختارت عدم تجديد عقدها كمنفردة مع الوكالة، لكنها وقعت على تمديد العقد الثاني للبقائها كعضوة في مامامو حتى ديسمبر 2023 تزامنا مع عقود العضوات الأخرى التي تنتهي في نفس الوقت. وقامت الوكالة بتصريح عن انهم سوف يكون مسؤولين فقط عن أنشتطها مع الفرقة.

## الإصبات والحوادث
- كشفت هويين أنها عانت من الإهمال بعد حادثة إنفصال ولديها، ولقد ترسمت كأيدولز بدون دعم الأب.
- في سبتمبر عام 2017 تعرضوا جميع العضوات لحادث سير عندما كانوا ذهبات إلى حفل، ونتيجة لذلك أصيبوا بجروح.
- أصيبت سولار بشكل مفاجئ بالإختناق أثار دخول أحد الأشريطة الإحتفلات الطويلة في حنجرتها.
- كشفت مونبيول أنها تعرضت لحادث سير عندما كانت صغيرة.
- في نوفمبر 2018 أصيبت سولار في ساقها عندما كانت تأدي في حفل.
- في يوليو 2018 أصيبت مونبيول بعدوى في عينيها وأصيبت أيضا بألم حاد في المعدة والظهر.
- في ديسمبر عام 2018 تعرضت هويين للإنكسار في ساقها لذلك لم تكن تقدر على المشي.
- أصيبت هواسا عام 2019 بإنتزاع العظام من مكانة في يديها نتيجة أحد رقصات وحدث نفس الشيء لها في سنة 2020 بحيث أصيبت في نفس المكان.
- في ديسمبر 2019 سقطت سولار من خشبة المسرح في حفل SBS بسبب أن الخشبة لم تكن مثبته بشكل جيد، ما أدى إلى إصابة ساقها .
- في يونيو 2020 أصيبت هواسا في ظهرها عندما كانت تجهز لعودتها كمنفردة، فبعد إنتهاء ترويج أغنيتها لم تظهر مع الفرقة لفترة.
- إنكسرت يد مونبيول عندما كانت تروج مع الفرقة لعودة آيا.
- أصيبت مونبيول مرة آخرى بعدو في عين سنة 2021.
- عانت هويين من مرض الإضطراب لمدة ثلاث

## وحدة فرعية
| الأغنية | العضوات                | تاريخ الإنشاء | اسم     |
| Angel   | هويين، سولار (فوكالز)  | 31 أغسطس 2016 | Angel   |
| DAB DAB | هواسا، مونبيول (رابرز) | 31 أغسطس 2016 | DAB DAB |
| ------- | ---------------------- | ------------- | ------- |

## أعضاء الفرقة
| الاسم الفني  | الاسم الفني | الاسم الفني | الاسم الحقيقي | الاسم الحقيقي | الاسم الحقيقي | تاريخ ومكان الولادة                            | الموقع في الفرقة                                       |
| العربي       | هانغول      | إنجليزي     | العربي        | هانغول        | إنجليزي       | تاريخ ومكان الولادة                            | الموقع في الفرقة                                       |
| سولار        | 솔라        | Solar       | كيم يونغ سون  | 김용선        | Kim Young Sun | 21 فبراير 1991 (30 سنة) يانغ تشون غو، سيول     | قائدة الفرقة - مغنية رئيسية - وجه الفرقة               |
| مونبيول      | 문별        | Moonbyul    | مون بيول يي   | 문별이        | Moon Byul yi  | 22 ديسمبر 1992 (28 سنة) بتشون، غيونغي (مقاطعة) | رابر رئيسية - قائدة الرقص                              |
| هويين (ويين) | 휘인        | Wheein      | جانغ ويين آن  | 정휘인        | Jung Whee in- | 17 أبريل 1995 (25 سنة) جونجو، تشولابوك دو      | مغنية رئيسية- راقصة رئيسية                             |
| هواسا        | 화사        | Hwasa       | آن هي جين     | 안혜진        | Ahn Hee Jin   | 23 يوليو 1995 (25 سنة) جونجو، تشولابوك دو      | رابر ثانوية - مغنية ثانوية - ماكيني الفرقة (أصغر عضوة) |
| ------------ | ----------- | ----------- | ------------- | ------------- | ------------- | ---------------------------------------------- | ------------------------------------------------------ |

## مشاريع

### 4Seasons 4Color
بدأ مشروع أربع فصول أربع ألوان في 07 مارس عام 2018. وقد كان الهدف من هذا المشروع هو عرض أربع ألبومات، يجمع كل ألبوم لون واحد، وكل ألبومات الأربع يمثل عضو من العضوات بحيث:
- ألبوم Yellow Flower يمثل هواسا (الأصفر)
- ألبوم Red Moon يمثل مونبيول (الأحمر)
- ألبوم BLUE;S يمثل سولار (الأزرق)
- ألبوم White Wind يمثل هويين (الأبيض)

صرحت الفرقة أنهم يرغبون في إظهار عمقهم كفنانين، وتجديد ألوانهم، وتقديم أسلوب أكثر نضجاً وتنوعاً من خلال هذا المشروع.

### <COMEBACK SHOW <MONOLOGUE
بدأ مشروع كومباك شو <مونولوج> عند فوز مامامو في البرنامج التنافسي كويندوم عام 2019 وحصلهم على لقب ملكات الكيبوب.
وقد كان مشروع مونولوج أحد هذه الجوائز بحيث بدأ المشروع بعد مرور سنة على فوز مامامو، وقد كان المشروع عبارة عن فلم أدائي قاموا مامامو فيه بأداء مجموعه من أغانيهم القديمة والجديدة كهدية للمعجبين، وقد كان هذا المشروع برعاية Mnet.

### WAW
تم إعلان عن مشروع WAW في 18 مايو سنة 2021، وبدأ المشروع رسمياً في 2 يونيو وصرحت الفرقة أن مشروع WAW وهو أختصار لجملة «أين نحن / أين وصلنا» بأنه ينقسم لثلاث أجزاء، اللبوم مصغر بالادا والذي تم إصداره في 2 يونيو، حفل موسيقي صيفي، وأخيرا فلم وثائقي هدية للمعحبين.

## أعمال خيرية

### المؤسسات والمنظمات التي تم تبرع لها
- مؤسسة عائلة الأطفال ذوي الدخل المنخفض
- مؤسسة House Of Sharing
- مؤسسة سرطان الدم في الطفولة (كوريا)
- منظمة الصليب الأحمر (أستراليا)
- مؤسسة المجتمع فحم حجري
- منظمة المرأة
- مؤسسة اليونيسف (أمم المتحدة)

### الحملات التي تم دعموها وتبروع لها
- حملة BLACK LIVES MATTER
- حملة BLACK OUTUES DAY
- حملة فريق اليونيسف (حملة متخصصة في مساعدة الأطفال الذي يعانون حول العالم)
- حملة الربيع الصفصاف (حملة تساعد الناس الذي يعيشون في الجبل بالصين)
- حملة Adids Home Team

### معهد تم تبرع له
- معهد الببغاوات الأزرق (برازلي) تم تبرع بأكثر من 4 ملايين دولار أمريكي، ما يعادل 447,1 بليون وون كوري.

## الألبومات

### اللبومات كاملة
| المبيعات                                   | مراكز ترسيم البياني للالبوم | مراكز ترسيم البياني للالبوم | مراكز ترسيم البياني للالبوم | مراكز ترسيم البياني للالبوم | العام                                         | عنوان                           |
| المبيعات                                   | us World                    | JPN HOT                     | JPN                         | KOR                         | العام                                         | عنوان                           |
| - KOR : 53,615                             | 8                           | _                           | _                           | 2                           | 2016                                          | Melting (كوري)                  |
| - JPN : 7,966                              | _                           | 18                          | 14                          | _                           | 2019                                          | 4colors (ياباني)                |
| - KOR : 124,843 - JPN : 2,586 - US : 1,000 | 11                          | 53                          | 27                          | 1                           | الكوري: (14نوفمبر2019) الياباني: (11مارس2020) | Reality in Black (كوري، ياباني) |
| ------------------------------------------ | --------------------------- | --------------------------- | --------------------------- | --------------------------- | --------------------------------------------- | ------------------------------- |

### اللبومات مصغرة
| المبيعات                          | مراكز ترسيم البياني للألبوم | مراكز ترسيم البياني للألبوم | مراكز ترسيم البياني للألبوم | مراكز ترسيم البياني للألبوم | مراكز ترسيم البياني للألبوم | العام | عنوان         |
| المبيعات                          | US Wonid                    | US Heat                     | JPN                         | FRA DOWn.                   | KOR                         | العام | عنوان         |
| KOR: 12,972                       | -                           | -                           | -                           | -                           | 9                           | 2014  | Hello         |
| KOR : 6,922                       | -                           | -                           | -                           | -                           | 8                           | 2014  | Piano Man     |
| KOR : 18,357                      | 7                           | -                           | -                           | -                           | 6                           | 2015  | Pink Funky    |
| KOR : 55,957 JPN : 795            | 12                          | -                           | -                           | -                           | 3                           | 2016  | Memory        |
| KOR : 61,188 US : 1,000 JPN : 341 | 1                           | -                           | -                           | -                           | 2                           | 2017  | Purple        |
| KOR : 60,114                      | 7                           | -                           | -                           | -                           | 1                           | 2018  | Yellow Flower |
| KOR : 63,034 US : 1,000           | 4                           | 25                          | -                           | 48                          | 3                           | 2018  | Red Monn      |
| KOR : 59,698                      | -                           | -                           | -                           | 173                         | 7                           | 2018  | Blue;s        |
| KOR : 75,819                      | 5                           | -                           | -                           | 101                         | 1                           | 2019  | White Wind    |
| KOR : 169,850 JPN : 8,163         | -                           | -                           | 4                           | N/A                         | 2                           | 2020  | Travel        |
| --------------------------------- | --------------------------- | --------------------------- | --------------------------- | --------------------------- | --------------------------- | ----- | ------------- |

## الاغاني

### الأغاني الرئيسية
| الألبوم          | الشهادات        | المبيعات                   | رسم البياني لمراكز ترسيم الاغنية | رسم البياني لمراكز ترسيم الاغنية | رسم البياني لمراكز ترسيم الاغنية | رسم البياني لمراكز ترسيم الاغنية | رسم البياني لمراكز ترسيم الاغنية | رسم البياني لمراكز ترسيم الاغنية | رسم البياني لمراكز ترسيم الاغنية | العام | عنوان           |
| الألبوم          | الشهادات        | المبيعات                   | US World                         | SIN                              | NZ Hot                           | JPN                              | JPN                              | KOR                              | KOR                              | العام | عنوان           |
| الألبوم          | الشهادات        | المبيعات                   | US World                         | SIN                              | NZ Hot                           | Hot                              | Orican                           | Hot                              | Gaon                             | العام | عنوان           |
| Hello            | N/A             | KOR : 446,203              | -                                | -                                | -                                | -                                | -                                | 28                               | 19                               | 2014  | Mr.ambiguous    |
| Piano Man        | N/A             | KOR : 309,109              | -                                | -                                | -                                | -                                | -                                | *                                | 41                               | 2014  | Piano Man       |
| Pink Funky       | N/A             | KOR : 1,188,720            | -                                | -                                | -                                | -                                | -                                | *                                | 3                                | 2015  | Um Oh Ah Yeh    |
| Melting          | N/A             | KOR : 819,937              | 16                               | -                                | -                                | -                                | -                                | *                                | 7                                | 2016  | I Miss You      |
| Melting          | N/A             | KOR : 485,062              | 8                                | -                                | -                                | -                                | -                                | *                                | 5                                | 2016  | 1CM             |
| Melting          | N/A             | KOR : 1,428,938            | 3                                | -                                | -                                | -                                | -                                | *                                | 1                                | 2016  | You're the Best |
| Memory           | N/A             | KOR : 252,021              | -                                | -                                | -                                | -                                | -                                | *                                | 9                                | 2016  | New York        |
| Memory           | N/A             | KOR : 2,500,00 JPN : 9,444 | 12                               | -                                | -                                | 38                               | 11                               | 53                               | 2                                | 2016  | Décalcomanie    |
| Purple           | N/A             | KOR : 1,110,353 US : 1,000 | 7                                | -                                | -                                | -                                | -                                | 1                                | 2                                | 2017  | Yes I Am        |
| Yellow Flower    | N/A             | N/A                        | 22                               | -                                | -                                | -                                | -                                | 43                               | 36                               | 2018  | Paint Me        |
| Yellow Flower    | KMCA : Platinum | KOR : 2,500,000            | 8                                | -                                | -                                | -                                | -                                | 1                                | 2                                | 2018  | Starry Night    |
| Red Moon         | N/A             | N/A                        | -                                | -                                | -                                | -                                | -                                | 3                                | 2                                | 2018  | Rainy Season    |
| Red Moon         | N/A             | N/A                        | 4                                | 27                               | -                                | -                                | -                                | 4                                | 4                                | 2018  | Egotistic       |
| Blue;s           | N/A             | JPN : 7,097                | 16                               | -                                | -                                | 62                               | 16                               | 10                               | 9                                | 2018  | Wind Flower     |
| White Wind       | N/A             | N/A                        | 2                                | 25                               | 34                               | -                                | -                                | 2                                | 5                                | 2019  | Gogobebe        |
| Reality in Black | KMCA : platinum | US : 2,000                 | 1                                | 14                               | 35                               | 39                               | -                                | 2                                | 4                                | 2019  | HIP             |
| Travel           | N/A             | N/A                        | 8                                | 21                               | -                                | 59                               | -                                | 5                                | 7                                | 2020  | Dingga          |
| Travel           | N/A             | N/A                        | 17                               | 27                               | -                                | -                                | -                                | 21                               | 37                               | 2020  | AYA             |
| ---------------- | --------------- | -------------------------- | -------------------------------- | -------------------------------- | -------------------------------- | -------------------------------- | -------------------------------- | -------------------------------- | -------------------------------- | ----- | --------------- |

### مشتركة
| الألبوم    | المبيعات      | رسم البياني لمراكز ترسيم الاغنية | رسم البياني لمراكز ترسيم الاغنية | مشتركة مع           | العام | عنوان                              |
| الألبوم    | المبيعات      | KOR Hot                          | KOR                              | مشتركة مع           | العام | عنوان                              |
| Hello      | KOR : 171,880 | 24                               | 26                               | Bumkey              | 2014  | "Don't Be Happy" (قبل ترسيم)       |
| Hello      | KOR : 607,369 | 7                                | 10                               | K.wiil يضم Wheesung | 2014  | "Peppermint Chocolate" (قبل ترسيم) |
| Hello      | KOR : 81,914  | *                                | 50                               | Geeks               | 2014  | "Heeheehaheho" (قبل ترسيم)         |
| Pink Funky | KOR : 67,567  | *                                | 67                               | eSNa                | 2015  | "Ahh!oop"                          |
| ---------- | ------------- | -------------------------------- | -------------------------------- | ------------------- | ----- | ---------------------------------- |

### تعاون
| الألبوم                   | المبيعات      | رسم البياني لمراكز ترسيم الاغنية | العام | عنوان                          |
| الألبوم                   | المبيعات      | KOR                              | العام | عنوان                          |
| Show Me The Money 4       | KOR : 255,492 | 21                               | 2015  | "Stand Up" (Basick ft.mamamoo) |
| 두리쥬와 X LINDA X 신난다 | N/A           | 6                                | 2020  | "Excited" (SSAK3 ft.mamamoo)   |
| ------------------------- | ------------- | -------------------------------- | ----- | ------------------------------ |

### اغاني ترويجية (إعلانية)
| الألبوم                      | المبيعات      | رسم البياني لمراكز ترسيم الاغنية | رسم البياني لمراكز ترسيم الاغنية | رسم البياني لمراكز ترسيم الاغنية | العام | عنوان             |
| الألبوم                      | المبيعات      | US World                         | KOR HOT                          | KOR                              | العام | عنوان             |
| Innisia Nest And Melting     | KOR : 320,102 | -                                | -                                | 13                               | 2015  | Girl Grush        |
| LG G5 And Friends And Memory | KOR : 191,708 | -                                | -                                | 15                               | 2016  | Woo Hoo           |
| Cocacola OST                 | N/A           | -                                | -                                | -                                | 2017  | Taste The Feeling |
| ليست ضمن اللبوم              | N/A           | -                                | -                                | 85                               | 2018  | Everyday          |
| ليست ضمن اللبوم              | N/A           | 15                               | 83                               | 89                               | 2019  | Gleam             |
| Travel                       | N/A           | 11                               | 51                               | 93                               | 2020  | Wanna Be Myself   |
| ---------------------------- | ------------- | -------------------------------- | -------------------------------- | -------------------------------- | ----- | ----------------- |

### OST
| اسم الدراما          | المبيعات      | رسم البياني لمراكز ترسيم الاغنية | رسم البياني لمراكز ترسيم الاغنية | العام | عنوان                 |
| اسم الدراما          | المبيعات      | KOR HOT                          | KOR                              | العام | عنوان                 |
| الزواج وليست مواعدة  | KOR : 258,148 | *                                | 26                               | 2014  | Love Lance            |
| حبيبتي اللطيفة       | KOR : 73,773  | *                                | 65                               | 2014  | This Song (مع LOCO)   |
| SPY                  | KOR : 27,385  | *                                | 93                               | 2015  | My Everything         |
| عفريت                | KOR : 444,958 | *                                | 6                                | 2017  | Love                  |
| فتاة قوية بونغ قريباً | KOR : 60,728  | *                                | 46                               | 2017  | Double Trouble Couple |
| رجل لرجل             | KOR : 18,594  | *                                | -                                | 2017  | Open Your Mind        |
| بدلة                 | N/A           | -                                | -                                | 2018  | You In My Dreams      |
| بحث: www             | N/A           | 99                               | 111                              | 2019  | WOW                   |
| Dr.Romantic 2        | N/A           | 89                               | 101                              | 2020  | I Miss You            |
| -------------------- | ------------- | -------------------------------- | -------------------------------- | ----- | --------------------- |

### أغاني أخرى
| ملاحظات                                                        | عنوان | العام |
| مدرج على القرص المضغوط الياباني "Décalcomanie" والألبوم 4color | "You Don't Know Me"                                                                                      | 2018  |
| مدرج في القرص المضغوط الياباني "Wind Flower" والألبوم 4color   | "Sleep Talk"                                                                                             | 2019  |
| مُدرج في النسخة اليابانية من Reality in Black                   | "Shampoo"                                                                                                | 2020  |
| مُدرج في كتيب رسم You Hee Yeol: 50th Voice ، Vol. 79            | "Don't worry,Dear" (مع Yoo Hee Yeol, Yoon Jong Shin, Jannabi, Lee Juck, 10 cm, Mamamoo وJung Seung Hwan) | 2020  |
| مدرج في النسخة اليابانية من Travel                             | "Just Believe In Love"                                                                                   | 2021  |
| -------------------------------------------------------------- | --- | ----- |

### الاغاني الجانبية
| الألبوم                                 | المبيعات      | رسم البياني لمراكز ترسيم الاغنية | رسم البياني لمراكز ترسيم الاغنية | رسم البياني لمراكز ترسيم الاغنية | العام | عنوان                               |
| الألبوم                                 | المبيعات      | US World                         | KOR HOT                          | KOR                              | العام | عنوان                               |
| Melting                                 | KOR : 80,685  | -                                | *                                | 52                               | 2016  | Frind Night (مع suggigo)            |
| Melting                                 | KOR : 52,200  | -                                | *                                | 84                               | 2016  | Words Don't Come Easy               |
| Melting                                 | KOR : 44,750  | -                                | *                                | 91                               | 2016  | Emotion                             |
| Melting                                 | KOR : 24,969  | -                                | *                                | 115                              | 2016  | Hometown                            |
| Melting                                 | KOR : 24,507  | -                                | *                                | 116                              | 2016  | Funky Boy                           |
| Melting                                 | KOR : 22,373  | -                                | *                                | 123                              | 2016  | Recipe                              |
| Melting                                 | KOR : 23,686  | -                                | *                                | 124                              | 2016  | Just                                |
| Melting                                 | KOR : 22,732  | -                                | *                                | 128                              | 2016  | Cat Fight                           |
| Memory                                  | KOR : 27,988  | -                                | *                                | 85                               | 2016  | Memory                              |
| Memory                                  | KOR : 26,823  | -                                | *                                | 91                               | 2016  | I Love Too                          |
| Purple                                  | KOR : 225,328 | -                                | 20                               | 23                               | 2017  | Aze Gag                             |
| Purple                                  | KOR : 72,717  | -                                | 41                               | 42                               | 2017  | Finally                             |
| Purple                                  | KOR : 61,384  | -                                | 88                               | 51                               | 2017  | Love And Aate (سولو مونبيول)        |
| Purple                                  | KOR : 74,940  | -                                | -                                | 80                               | 2017  | Da Ra Da (هويين، Jeff Bernat & B.O) |
| Yellow Flower                           | N/A           | -                                | 28                               | 51                               | 2018  | Star Wind Flower Sun                |
| Yellow Flower                           | N/A           | -                                | -                                | -                                | 2018  | Rude Boy                            |
| Yellow Flower                           | N/A           | -                                | -                                | -                                | 2018  | Spring Fever                        |
| Yellow Flower                           | N/A           | -                                | -                                | -                                | 2018  | Be Calm (سولو هواسا)                |
| RED MOON                                | N/A           | -                                | -                                | 92                               | 2018  | Midnight Summer Dremmer Dream       |
| RED MOON                                | N/A           | -                                | -                                | -                                | 2018  | Sleepin The Car                     |
| RED MOON                                | N/A           | -                                | -                                | -                                | 2018  | !Sky!Sky                            |
| Blue;s                                  | N/A           | -                                | -                                | -                                | 2018  | No More Drama                       |
| Blue;s                                  | N/A           | -                                | -                                | -                                | 2018  | Better Than I Thought               |
| Blue;s                                  | N/A           | -                                | -                                | -                                | 2018  | Morning                             |
| Blue;s                                  | N/A           | -                                | -                                | -                                | 2018  | Hello (سولو سولار)                  |
| White Wind                              | N/A           | -                                | -                                | 131                              | 2019  | Waggy                               |
| White Wind                              | N/A           | -                                | -                                | 143                              | 2019  | Where RU                            |
| White Wind                              | N/A           | -                                | -                                | 183                              | 2019  | 25 (سولو هويين)                     |
| White Wind                              | N/A           | -                                | -                                | 190                              | 2019  | Bad Bye                             |
| White Wind                              | N/A           | -                                | -                                | -                                | 2019  | My Star                             |
| White Wind                              | N/A           | -                                | -                                | -                                | 2019  | 4season (انتروا)                    |
| Quendom كوفر أغنية ج1                   | N/A           | 12                               | -                                | -                                | 2019  | Good Luck (كوفر لأغنية فرقة AOA)    |
| Quendom نهاية البرنامج وRelity In Black | N/A           | 7                                | 36                               | 68                               | 2019  | Destinu                             |
| Reality In Black                        | N/A           | -                                | -                                | 194                              | 2019  | Ten Nights                          |
| Reality In Black                        | N/A           | -                                | -                                | -                                | 2019  | 4X4ever                             |
| Reality In Black                        | N/A           | -                                | -                                | -                                | 2019  | Univevse                            |
| Reality In Black                        | N/A           | -                                | -                                | -                                | 2019  | Better                              |
| Reality In Black                        | N/A           | -                                | -                                | -                                | 2019  | High Tension                        |
| Reality In Black                        | N/A           | -                                | -                                | -                                | 2019  | ZzZz                                |
| Reality In Black                        | N/A           | -                                | -                                | -                                | 2019  | I'm Your Fan                        |
| Reality In Black                        | N/A           | -                                | -                                | -                                | 2019  | Hello Mama                          |
| Reality In Black                        | N/A           | -                                | -                                | -                                | 2019  | Reality                             |
| Travel                                  | N/A           | -                                | -                                | -                                | 2020  | Travel                              |
| Travel                                  | N/A           | -                                | -                                | -                                | 2020  | Chuck                               |
| Travel                                  | N/A           | -                                | -                                | -                                | 2020  | Good Night                          |
| Travel                                  | N/A           | -                                | -                                | -                                | 2020  | Diamond                             |
| --------------------------------------- | ------------- | -------------------------------- | -------------------------------- | -------------------------------- | ----- | ----------------------------------- |

### فديو موسيقي (MV)

#### عام 2014
قبل ترسيم
1. "Don't be happy"
2. "Peppermint Chocolate"

بعد ترسيم
1. "Mr.ambiguous" (أغنية الترسيم)
2. "Piano man"

#### عام 2015
1. "Ahh! Oop"
2. "Um Oh Ah Yeh"
3. Stand Up

#### عام 2016
1. "1CM"
2. "You're the best"
3. "Recipe"
4. "My Hometown"
5. "Woo Hoo"
6. "New York"
7. "I Love Too"
8. "Décalcomanie"
9. "Memory"

#### عام 2017
1. "Aze Gag"
2. "Yes I Am"

#### عام 2018
1. "Paint me"
2. "Star Wind Flower Sun"
3. "Starry night"
4. "Everyday"
5. "Sky Sky"
6. "Egotistic"
7. "Wind Flower"

#### عام 2019
1. "Gogobebe"
2. "Gleam"
3. "HIP"

#### عام 2020
1. "Wanna be myself"
2. "Dingga"
3. "AYA"

## فيلموغرافيا

### مسلسلات تلفزيونية
| ملاحظة            | اسم المسلسل | قناة العرض | العام |
| ظهروا في الحلقة 1 | Entourage   | tvN        | 2016  |
| ----------------- | ----------- | ---------- | ----- |

### البرامج الواقعية
| عدد الحلقات                       | عنوان              | شبكة العرض  | العام |
| 8 حلقات (ملحوظة: مع فرقة جيفريند) | GFRIND X MAMAMOO   | MBC         | 2016  |
| 8 حلقات                           | A Lucky Day        | Olleh TV    | 2018  |
| 10 حلقات (ملحوظة: برنامج تنافسي)  | QUEENDOM           | Mnet        | 2019  |
| 6 حلقات                           | MooMoo Trip        | U+Idol Live | 2020  |
| من 81 حلقة إلى 83 حلقة            | Boss in the Mirror | KBS2        | 2020  |
| --------------------------------- | ------------------ | ----------- | ----- |

## الأكثر شهرة

### فديو موسيقي
- أغنية HIP تخطت 200 مليون مشاهدة.
- أغنية EGOTISTIC تخطت 100 مليون مشاهدة.
- أغنية STARRY NIGHT تخطت 100 مليون مشاهدة.
- أغنية GOGOBEBE تخطت 100مليون مشاهدة.

### حفلات
- أداء MAMAMOO في حفل MAMA 2019
- أداء MAMAMOO في حفل MBC 2017
- أداء MAMAMOO في حفل MAMA 2018
- أداء MAMAMOO في حفل MAMA 2020
- أداء JYP X MAMAMOO في حفل MAMA 2019

## حفلات موسيقية

### 《MOOSICAL》2016
| الحضور | مكان             | البلد          | المدينة | التاريخ  |
| 7,000  | الصالة الأولمبية | كوريا الجنوبية | سول     | 13 أغسطس |
| 7,000  | الصالة الأولمبية | كوريا الجنوبية | سول     | 14 أغسطس |
| ------ | ---------------- | -------------- | ------- | -------- |

### 《MOOSICAL Curtain Call》2017
| الحضور | مكان             | البلد          | المدينة | التاريخ  |         |         |         |         |
| 10,000 | الصالة الأولمبية | كوريا الجنوبية | سول     | 3 مارس   |         |         |         |         |
| 10,000 | الصالة الأولمبية | كوريا الجنوبية | سول     | 4 مارس   |         |         |         |         |
| 10,000 | الصالة الأولمبية | كوريا الجنوبية | سول     | 5 مارس   |         |         |         |         |
| 6,000  | قاعة KBS بوسان   | كوريا الجنوبية | بوسان   | 19 أغسطس |         |         |         |         |
| 6,000  | قاعة KBS بوسان   | كوريا الجنوبية | بوسان   | 20 أغسطس |         |         |         |         |
| 6,000  | قاعة KBS بوسان   | كوريا الجنوبية | بوسان   | 16,000   | المجموع | المجموع | المجموع | المجموع |
| ------ | ---------------- | -------------- | ------- | -------- | ------- | ------- | ------- | ------- |

### 《4season S/S》2018
| الحضور    | مكان                           | البلد          | المدينة        | التاريخ  |
| 10,000    | صالة SK Olympic لكرة اليد      | كوريا الجنوبية | سول            | 18 أغسطس |
| 10,000    | صالة SK Olympic لكرة اليد      | كوريا الجنوبية | سول            | 19 أغسطس |
| 5,000     | صالة شينزوانغ للألعاب الرياضية | تايوان         | تايبيه الجديدة | 1 سبتمبر |
| غير معروف | صالة آسيا وورلد - إكسبو هول 2  | هونج كونج      | هونج كونج      | 2 سبتمبر |
| --------- | ------------------------------ | -------------- | -------------- | -------- |

### 《MAMAMOO 1st CONCERT TOUR in JAPAN》2018
| مكان               | البلد   | المدينة | التاريخ              |
| قاعة زيب نامبا     | اليابان | أوساكا  | 5 - 6 أكتوبر (عرضان) |
| قاعة الكرة النجمية | اليابان | طوكيو   | 7 - 8 أكتوبر (عرضان) |
| قاعة زيب ناغويا    | اليابان | ناغويا  | 9 أكتوبر             |
| ------------------ | ------- | ------- | -------------------- |

### 《4season F/W》2019
| المكان                          | البلد          | المدينة        | التاريخ   |
| صالة جانغتشونغ للألعاب الرياضية | كوريا الجنوبية | سول            | 19 أبريل  |
| صالة جانغتشونغ للألعاب الرياضية | كوريا الجنوبية | سول            | 20 أبريل  |
| صالة جانغتشونغ للألعاب الرياضية | كوريا الجنوبية | سول            | 21 أبريل  |
| صالة شينزوانغ للألعاب الرياضية  | تايوان         | تايبية الجديدة | 15 يونيو  |
| صالة شينزوانغ للألعاب الرياضية  | تايوان         | تايبية الجديدة | 16 يونيو  |
| صالة دايجو EXCO                 | كوريا الجنوبية | دايجو          | 27 يوليو  |
| صالة دايجو EXCO                 | كوريا الجنوبية | دايجو          | 28 يوليو  |
| قاعة عالم آسيا - أرينا          | هونج كونج      | هونج كونج      | 28 سبتمبر |
| ------------------------------- | -------------- | -------------- | --------- |

### 《MAMAMOO CONCERT in JAPAN》2019
| المكان                  | البلد   | المدينة  | التاريخ  |
| قاعة باسيفيكو يوكوهاما  | اليابان | يوكوهاما | 11 أغسطس |
| قاعة زيب أوساكا بايسايد | اليابان | أوساكا   | 13 أغسطس |
| ----------------------- | ------- | -------- | -------- |

حفلات الموسيقة المنفردة التي قاموا مامامو بالقيام بها (ملاحظة: مامامو لم يقوموا بجولة عالمية حتى الآن !)

## الإنجزات
1. MAMAMOO أول فنان في تاريخ الكيبوب يفوزون في برنامج الأغاني الخالدة وهم روكيز.
2. MAMAMOO من خمس فرق فتيات جيل الثالث الذي يملكون فديو موسيقي على يوتيوب يتخطى حاجز 200 مليون مشاهدة.
3. MAMAMOO الفرقة الوحيدة التي جميع عضواتهم ظهروا على قائمة LGBT توب 10 لأكثر نساء محبوبات عام 2019.
4. MAMAMOO ثاني أكبر فرقة فتيات متابعة على مليون والأولى التي ليست من BIG 3.
5. MAMAMOO الفرقة الوحيدة التي جميع عضواتهم تخطوا حاجز 40 ألف متابع على مليون.
6. MAMAMOO الفنان الوحيد من الجيل الثالث يملكون أغنيتين بقاءاً في توب 10 على مليون.
7. MAMAMOO فرقة الفتيات الوحيدة التي ليست من BIG 3 تصدرت مخطط ألبومات العالمية ومبيعات الديجيتال.
8. MAMAMOO أول فنان من الجيل الثالث وثاني بشكل عام الذي دخلت عضواتهم مخطط بيلبورد الديجيتال مع كل أغانيهم بدون تعاون.
9. MAMAMOO رابع فرقة من الجيل الثالث التي يتخطون حاجز 3 ملايين إعجاب على اليوتيوب.
10. MAMAMOO الفنان الوحيد الذي باعوا أكثر من 100 ألف وحده في الولايات المتحدة بدون أنشطة أو ترويجات أو جولات في أمريكا.
11. MAMAMOO الفرقة الوحيدة التي فازوا في sugarman كا روكيز.
12. MAMAMOO الفرقة الوحيدة من الفرق المشاركة في كويندوم التي أغانيهم ترسمت في توب 10 في مخطط العالمي بيلبورد الأغاني ديجيتال.
13. MAMAMOO الفرقة الوحيدة التي دخلت ثلاث أغانيهم المخططات من الفرق المشاركة في كويندوم.
14. MAMAMOO الفنان الوحيد الذي إعتذار علانياً أمام المعجبين.
15. MAMAMOO الفنان الوحيد الذي تواجد سابقاً عام 2018 على أوت 50 في مخطط iTunes إسبانيا.
16. MAMAMOO ثلاث فرقة فتيات اشتراك على اليوتيوب، الأول التي ليست من BIG 3.
17. MAMAMOO أول فرقة فتيات من الجيل الثالث التي جميع عضواتهم يترسمون كمنفردات.
18. MAMAMOO الفنان الوحيد الذي يحتل المرتبة الأولى منذ عام 2018 في أفضل فرق هيب هوب.
19. MAMAMOO يعتبرون أكثر فرقة مساهمة بشركة JYP ب50% من الأرباح وهم حتى ليسوا من شركة لعام 2019.
20. MAMAMOO ثاني فرقة فتيات يمتلكون عضوة تتخطى حاجز 200 مليون مشاهدة على اليوتيوب.
21. MAMAMOO أسرع فرقة فتيات إستماع على مخطط جيني لعام 2019.
22. MAMAMOO أكثر فرقة فتيات مشاهدة في تاريخ حفل ماما.
23. MAMAMOO أطول فرقة فتيات بقاء في مجال الكيبوب مع أنشطة وجميع الأعضاء.
24. MAMAMOO أول فرقة كيبوب في تاريخ تترسم بمفهوم الجزر.
25. MAMAMOO الفنان الوحيد الحاصل على جائزة أفضل فنان في حفل grimae.
26. MAMAMOO أكثر فرقة حاصلة على مراكز متقدمة في مخطط QQ الصيني لكل من عام 2018 و2019 و2020.
27. MAMAMOO أول فنان يقوم بحدث توقيع المعجبين في الصين بعد أن تم حضر الكيبوب الكوري في الصين.
28. MAMAMOO يمتلكون 12 فديو رقص يتخطى 10 ملايين مشاهدة على اليوتيوب.
29. MAMAMOO الفرقة الفتيات الأول الحاصلة على حق في القيام بترويجات في الصين بعد حضر الكيبوب الكوري هناك.
30. MAMAMOO أول فرقة فتيات تمتلك عضوة منهم حساب خاص على تيك توك يتجوز حاجز 2 مليون متابع.
31. MAMAMOO الفرقة الفتيات الوحيدة التي فازت في كل الجولات مع الفرق الأخر ووصلت للجولة الأخيرة في تصويت أفضل فاندوم لعام 2020.
32. MAMAMOO يملكون 18 أغنية دخول للمخطط مليون توب 10 بعيدا عن أغانيهم المنفردة.
33. MAMAMOO يملكون 5 أغاني بقاء في المخطط المليون للأغاني وهم أكثر فرقة بقاء .
34. MAMAMOO يملكون 45 جائزة فوز في البرامج الموسيقية.
35. MAMAMOO الفنان الوحيد الذي يملكون 11 جائزة من البرامج الموسيقية العضوات كمنفردات.
36. MAMAMOO أكثر فرقة فتيات حصولا على حقوق الاغاني من إنتاج وكتابتهم الخاصة بمجموع أكثر من 130 أغنية.
37. MAMAMOO الفرقة الوحدة التي ليست من BIG 3 على مخطط الرسم البياني الدولي في اليابان، والفرقة الوحيدة التي بدون عضو أجنبي على المخطط لعام 2020.
38. MAMAMOO الفرقة الفتيات الوحيدة الحاصله على المرتبة الأولى لأكثر فرقة فتيات حصولا على معجبات إناث من عام 2016 إلى الآن.
39. MAMAMOO أول فرقة فتيات من الجيل الثالث يتم الإعتراف بهم من طرف رئيس كوريا ودولة رسمياً.
40. MAMAMOO أكثر فرقة فتيات إستماعاً في كوريا حتى الآن.
41. MAMAMOO يملكون 41 فديو على تيك توك يتجوز حاجز مليون مشاهدة.
42. MAMAMOO يعتبرون مصدر إهتمام وسع فبعد نزول أغنية أنت الأفضل أصبحت أشهر أغنية لفنان في كوريا لعام 2017.
43. MAMAMOO ثالث فرقة فتيات عالمياً تتخطى حاجز 3 ملايين متابع على تيك توك .
44. MAMAMOO أكثر فرقة فتيات تمتلك شهادة حصلوا عليها بعد تبرع.
45. MAMAMOO أول فنان جميع عضواتهم حصلوا على فوزهم الأول كمنفردين.
46. MAMAMOO أعلى فرقة فتيات تصل لمركز 1 بعد تغير نظام مليون.
47. MAMAMOO أول فرقة فتيات ليست من BIG 3 تصل للمركز الأول على مخطط بيلبورد للألبومات فقد كان ألبوم puprle أفضل ألبوم مبيعات في ولايات المتحدة عام 2017 .
48. فرقة MAMAMOO كانت أسرع فرقة تضرب مخطط جيني ومليون عام 2017 بحيث ضربوا سقف جيني ومليون 5 مرات على توالي فقط بأغنية واحد.
49. MAMAMOO فرقة الفتيات الأولى تحقيق لتاج الثلاثي عام 2017.
50. MAMAMOO فرقة الفتيات الأولى تحقيق لتاج الثلاثي عام 2018.
51. MAMAMOO فرقة الفتيات الأولى تحقيق لتاج الثلاثي عام 2019.
52. MAMAMOO فرقة الفتيات الوحيدة التي باعت أكثر من 40 ألف نسخة لألبوم الواحدة عام 2017.
53. MAMAMOO الفنان الوحيد الذي يمتلك أغاني تم إصدارها بشكل مسبق تحتل المركز 1 .
54. MAMAMOO أول فرقة فتيات تحتل أغنية مسبقة الإصدار المركز الأولى على المخطاطات .
55. MAMAMOO أول فرقة فتيات في العالم يقومن بأداء في أكبر حدث خاص للألعاب .
56. MAMAMOO أول فرقة تمتلك أغنية مسبقة الإصدار وبدون ترويج تدخل إلى المخطاطات وتضرب سقف جيني وتحصل على إهتمام صحافي واسع.
57. MAMAMOO أكثر فرقة فتيات حصولاً على تصويت بكونهم قادة للجيل الجديد (الرابع).
58. MAMAMOO ثاني فرقة فتيات عضواتهم أغنياء وهم لا يتجاوزون 30 سنة عام 2020 .
59. MAMAMOO أول فرقة فتيات ليست من BIG 3 حصلوا على ديسانغ.
60. MAMAMOO ثاني فرقة فتيات من الجيل الثالث حصولا على ديسانغ.
61. MAMAMOO الفرقة الفتيات الوحيدة التي ليست من BIG 3 تحكموا بالمخطاطات على مر تاريخ المخطاطات.
62. MAMAMOO الفنان الكوري الوحيد الذي هر على قائمة الرقص السنوي لأكثر فديوهات رقص إعجاباً لعام 2019.
63. MAMAMOO الفرقة الفتيات الوحيدة أغانيهم أطول بقاء على مخطط مليون توب 10 لأكثر من 10 أسابيع.
64. MAMAMOO حاصلون على المرتبة الأولى لأفضل تحية فرقة فتيات منذ عام 2017 حتى الآن.
65. MAMAMOO أول فرقة فتيات تم أختيارها كأعظام فنانين كيبوب في العقد 2010 وثلاث فرقة إجمالياً.
66. MAMAMOO ثالث فرقة فتيات وخامس فرقة كيبوب إستماع على سبوتفي في الهند عام 2020.
67. MAMAMOO رابع فرقة فتيات في تاريخ يبيعون 100 ألف نسخة في أول يوم فقط.
68. MAMAMOO أول فرقة فتيات أدائهم إعجابا في تاريخ حفل ماما وثاني فنان إعجابا إجمالياً.
69. قناة MAMAMOO في اليوتيوب وصلت إجمالي مشاهداتها إلى أكثر من بليون مشاهدة وتعتبر من أعلى الفرق.
70. MAMAMOO يمتلكون 4 أغاني تخطت حاجز 100 مليون مشاهدة على اليوتيوب كفرقة وذلك لعام 2020 فقط.
71. MAMAMOO يمتلكون 9 أغاني تخطت حاجز مليون إعجاب على اليتويوب كفرقة وذلك لعام 2020 فقط.
72. MAMAMOO الفنان الأول الذي يملك أكثر من 12 أوست تخطت مليون مشاهده على اليوتيوب للعضوات والفرقة.
73. MAMAMOO أول فرقة تترسم بمفهوم القديم (التسعينيات) أو الكلاسيكي.
74. MAMAMOO يعتبرون أكثر فرقة تم الإعتراف بموهبتهم عندما كانوا روكيز فقط.
75. MAMAMOO يمتلكون ألبومين تخط حاجزا 100 مليون إستماع على سبوتيفاي.
76. MAMAMOO ثاني فرقة فتيات عالمياً يمتلكون فديو يتخطى حاجز 30 مليون مشاهدة على تيك توك.
77. MAMAMOO أول فرقة فتيات تمتلك عضوة كمنفردة تتمتلك اغنيتين تخطت حاجز 100 مليون مشاهدة على اليوتيوب.
78. MAMAMOO أول فرقة فتيات تبيع 200,000 وحدة في الولايات المتحدة بدون أنشطة أو ترويجات.
79. MAMAMOO أول فرقة في تاريخ الكيبوب تمتلك ثلاث اغاني يتم بيع منها 100ألف وحدة في الولايات المتحدة بدون أنشطة أو ترويجات وأول فرقة فتيات ليست من BIG3 أيضا.
80. MAMAMOO أكثر فرقة فتيات إستماعاً لعام 2020 وثاني فرقة إجمالياً.
81. MAMAMOO أول فرقة فتيات يقومون بإصدار أغنية من تأليفهم وإنتاجهم وكاتبتهم وتصميم الرقصة.
82. MAMAMOO ثاني فرقة فتيات في الكيبوب التي جميع عضواتهم ظهروا في برنامج ملك القناع.
83. MAMAMOO أول فرقة فتيات في العالم الحاصلة على لقب فرقة المواهب رسمياً من قبل بوليبورد.
84. MAMAMOO الفنان الكوري الوحيد في تاريخ الكيبوب يقوم بأداء في BLIZZCON.
85. MAMAMOO أول فرقة فتيات من الجيل الثالث في تاريخ الكيبوب تفوز في جميع البرامج الموسيقية.
86. MAMAMOO أول فرقة في تاريخ برنامج الاغاني الخالدة التي يفزون فيها 3 مرات.
87. MAMAMOO ثاني فرقة فتيات في التاريخ التي حققن 2 بليون استماع لكل الاعتمادات على ميلون.
88. MAMAMOO أول فرقة فتيات والوحيده في التاريخ التي حققت أكثر من 100 مليون مستمع فريد مميز في كل الائتمانات على مخطط ميلون .

## جوائز والترشيحات

### Seoul Success Awards
| نتيجة | المرشح | الفئة       | العام |
| فوز   | مامامو | مبتدئ العام | 2014  |
| ----- | ------ | ----------- | ----- |

### Asia Artits Awards
| نتيجة | المرشح | الفئة                            | العام |
| فوز   | مامامو | جائزة أفضل فنان (فرقة الفتيات)   | 2016  |
| فوز   | مامامو | جائزة أفضل أيقونة (فئة الموسيقى) | 2017  |
| فوز   | مامامو | فنان العام (فئة الموسيقى)        | 2018  |
| فوز   | مامامو | جائزة أفضل موسيقى                | 2018  |
| فوز   | مامامو | جائزة أفضل فنان (فئة الموسيقى)   | 2020  |
| ----- | ------ | -------------------------------- | ----- |

### Breaktudo Awards
| النتيجة | المرشح | الفئة                 | الأصل       | العام |
| فوز     | مامامو | أفضل فرقة كيبوب فتيات | حفل برتغالي | 2018  |
| ------- | ------ | --------------------- | ----------- | ----- |

### Bugs Music Awards
| النتيجة | المرشح | فئة         | الأصل    | العام |
| فوز     | مامامو | أيدول السنة | حفل صيني | 2016  |
| ------- | ------ | ----------- | -------- | ----- |

### Cubilc Media
| النتيجة | المرشح | فئة           | العام |
| فوز     | مامامو | SNS للإتصالات | 2016  |
| ------- | ------ | ------------- | ----- |

### Dong-A. Com's Pick
| النتيجة | المرشح | فئة              | العام |
| فوز     | مامامو | جائزة كلمة عصرية | 2016  |
| ------- | ------ | ---------------- | ----- |

### The Fact Music Awards
| النتيجة | المرشح | الفئة                | العام |
| فوز     | مامامو | فنان العام (بونسانغ) | 2018  |
| فوز     | مامامو | أفضل مؤدي            | 2018  |
| فوز     | مامامو | فنان العام (بونسانغ) | 2019  |
| فوز     | مامامو | فنان العام (بونسانغ) | 2020  |
| ------- | ------ | -------------------- | ----- |

### Gaon Chart Music Awards
| النتيجة | المرشح/الأغنية    | الفئة                | العام |
| فوز     | مامامو            | فنان العام الجديد    | 2014  |
| فوز     | "You're the best" | أغنية العام - فبراير | 2016  |
| ------- | ----------------- | -------------------- | ----- |

### Genie Music Awards
| النتيجة | المرشح/الأغنية | الفئة          | العام |
| فوز     | مامامو         | أفضل فنان صوتي | 2019  |
| ------- | -------------- | -------------- | ----- |

### APAN Music Awards
| نتيجة | المرشح | الفئة                    | العام |
| خسارة | مامامو | أفضل فرقة فتيات (عالمياً) | 2020  |
| خسارة | مامامو | أفضل 10 (جائزة رئيسية)   | 2020  |
| خسارة | مامامو | أفضل فديو موسيقي         | 2020  |
| ----- | ------ | ------------------------ | ----- |

### Golden Disc Awards
| النتيجة | المرشح/الأغنية    | الفئة                                   | العام |
| فوز     | "You're the Best" | بونسانغ الرقمي                          | 2016  |
| خسارة   | مامامو            | جائزة الشعبية                           | 2016  |
| خسارة   | مامامو            | جائزة الشعبية الآسيوية                  | 2016  |
| خسارة   | "Yes I Am"        | بونسانغ الرقمي                          | 2017  |
| خسارة   | مامامو            | جائزة الشعبية العالمية                  | 2017  |
| فوز     | "Starry Night"    | بونسانغ الرقمي                          | 2018  |
| خسارة   | مامامو            | جائزة الشعبية                           | 2018  |
| خسارة   | مامامو            | جائزة نيتياس ميوزيك جلوبال ستار الشهيرة | 2018  |
| خسارة   | "Gogobebe"        | بونسانغ الرقمي                          | 2019  |
| فوز     | مامامو            | جائزة أفضل فرقة                         | 2019  |
| خسارة   | مامامو            | جائزة الشعبية                           | 2019  |
| خسارة   | مامامو            | جائزة كيبوب ستار من إختيار الخبراء      | 2019  |
| خسارة   | "Travel"          | بونسانغ الألبوم                         | 2020  |
| خسارة   | مامامو            | جائزة شهرة كورابروكس                    | 2020  |
| فوز     | "HIP"             | بونسانغ الرقمي                          | 2020  |
| خسارة   | مامامو            | جائزة QQ لشعبية الموسيقى                | 2020  |
| ------- | ----------------- | --------------------------------------- | ----- |

### Grimae Awards
| النتيجة | المرشح | الفئة           | العام |
| فوز     | مامامو | جائزة أفضل فنان | 2019  |
| ------- | ------ | --------------- | ----- |

### Soribada Best K-Music Awards
| النتيجة | المرشح | الفئة                                     | العام |
| فوز     | مامامو | جائزة بونسانغ                             | 2017  |
| خسارة   | مامامو | جائزة الديسانغ                            | 2017  |
| خسارة   | مامامو | جائزة الشعبية                             | 2017  |
| فوز     | مامامو | جائزة بونسانغ                             | 2018  |
| فوز     | مامامو | جائزة الشعبية (فتيات)                     | 2018  |
| خسارة   | مامامو | جائزة الديسانغ                            | 2018  |
| خسارة   | مامامو | جائزة فاندوم عالمي                        | 2018  |
| فوز     | مامامو | جائزة بونسانغ                             | 2019  |
| فوز     | مامامو | جائزة أفضل أداء مباشر لهذا العام (ديسانغ) | 2019  |
| خسارة   | مامامو | جائزة الشعبية (فتيات)                     | 2019  |
| فوز     | مامامو | جائزة بونسانغ                             | 2020  |
| ------- | ------ | ----------------------------------------- | ----- |

### Korea PD Awards
| النتيجة | المرشح | الفئة                      | العام |
| فوز     | مامامو | أفضل أداء - مغني (دايسانغ) | 2019  |
| ------- | ------ | -------------------------- | ----- |

### Korea Popular Music Awards
| النتيجة | المرشح/الأغنية | الفئة         | العام |
| فوز     | مامامو         | جائزة بونسانغ | 2018  |
| خسارة   | "Starry Night" | أغنية السنة   | 2018  |
| خسارة   | مامامو         | فنان العام    | 2018  |
| خسارة   | مامامو         | جائزة الشعبية | 2018  |
| ------- | -------------- | ------------- | ----- |

### V Live Awards
| النتيجة | المرشح | الفئة                    | العام |
| فوز     | مامامو | جائزة الشراكة العالمية   | 2019  |
| خسارة   | مامامو | أفضل 10 فنان             | 2019  |
| خسارة   | مامامو | أفضل قناة - 1مليون متابع | 2019  |
| خسارة   | مامامو | أفضل 12 فنان عالمياً      | 2019  |
| ------- | ------ | ------------------------ | ----- |

### Melon Music Awards
| النتيجة | المرشح/الأغنية    | الفئة                       | العام |
| خسارة   | مامامو            | جائزة الفنان الجديد         | 2014  |
| خسارة   | "Um Oh Ah Yeah"   | أفضل رقصة (فتيات)           | 2015  |
| خسارة   | "Melting"         | ألبوم السنة                 | 2016  |
| خسارة   | "You're the Best" | أغنية السنة                 | 2016  |
| خسارة   | "You're the Best" | أفضل رقصة (فتيات)           | 2016  |
| خسارة   | مامامو            | فنان السنة                  | 2016  |
| فوز     | مامامو            | أفضل 10 فنانين              | 2016  |
| خسارة   | مامامو            | جائزة الشعبية على الإنترنيت | 2016  |
| خسارة   | مامامو            | جائزة كاكاو هوت ستار        | 2016  |
| خسارة   | مامامو            | أفصل 10 فنانين              | 2017  |
| خسارة   | مامامو            | جائزة الشعبية على الإنترنيت | 2017  |
| خسارة   | مامامو            | جائزة كاكاو هوت ستار        | 2017  |
| خسارة   | "Yes I Am"        | أفضل رقصة (فتيات)           | 2017  |
| خسارة   | "Yellow Flower"   | ألبوم السنة                 | 2018  |
| خسارة   | "Starry Night"    | أغنية السنة                 | 2018  |
| خسارة   | "Starry Night"    | أفضل رقصة (فتيات)           | 2018  |
| فوز     | مامامو            | أفضل 10 فنانين              | 2018  |
| خسارة   | مامامو            | فنان السنة                  | 2018  |
| خسارة   | مامامو            | جائزة الشعبية على الإنترنيت | 2018  |
| خسارة   | مامامو            | جائزة كاكاو هوت ستار        | 2018  |
| خسارة   | مامامو            | فنان السنة                  | 2019  |
| فوز     | مامامو            | أفضل 10 فنانين              | 2019  |
| خسارة   | مامامو            | جائزة الشعبية على الإنترنيت | 2019  |
| خسارة   | "Gogobebe"        | أفضل رقصة (فتيات)           | 2019  |
| ------- | ----------------- | --------------------------- | ----- |

### Mnet Asian Music Awards
| النتيجة | المرشح/الاغنية    | الفئة                       | العام |
| خسارة   | "Um Oh Ah Yeah"   | أغنية السنة                 | 2015  |
| خسارة   | "Um Oh Ah Yeah"   | أفضل أداء صوتي (فتيات)      | 2015  |
| خسارة   | مامامو            | فنان العام                  | 2016  |
| خسارة   | مامامو            | أفضل فرقة فتيات             | 2016  |
| خسارة   | "You're the Best" | أغنية السنة                 | 2016  |
| خسارة   | "You're the Best" | أفضل مجموعة أداء صوتي       | 2016  |
| خسارة   | "Yes I Am"        | أغنية السنة                 | 2017  |
| خسارة   | "Yes I Am"        | أفضل مجموعة أداء صوتي       | 2017  |
| خسارة   | مامامو            | فنان العام                  | 2017  |
| خسارة   | مامامو            | أفضل فرقة فتيات             | 2017  |
| خسارة   | "Starry Night"    | أغنية السنة                 | 2018  |
| خسارة   | "Starry Night"    | أفضل مجموعة أداء صوتي       | 2018  |
| خسارة   | مامامو            | فنان السنة                  | 2018  |
| خسارة   | مامامو            | أيقونة العالم لهذه العام    | 2018  |
| خسارة   | مامامو            | أفضل فرقة فتيات             | 2018  |
| فوز     | مامامو (موموز)    | أفضل 10 فاندومات حول العالم | 2018  |
| فوز     | مامامو            | الفنان صوتي المفضل          | 2018  |
| خسارة   | "Gogobebe"        | أغنية السنة                 | 2019  |
| خسارة   | "Gogobebe"        | أفضل مجموعة أداء صوتي       | 2019  |
| خسارة   | مامامو            | فنان العام                  | 2019  |
| خسارة   | مامامو            | أفضل فرقة فتيات             | 2019  |
| خسارة   | مامامو (موموز)    | أفضل 10 فاندومات حول العالم | 2019  |
| فوز     | مامامو            | الفنان صوتي المفضل          | 2019  |
| خسارة   | مامامو            | أفضل فرقة فتيات             | 2020  |
| خسارة   | مامامو            | فنان العام                  | 2020  |
| فوز     | مامامو (موموز)    | أفضل 10 فاندومات حول العالم | 2020  |
| خسارة   | "HIP"             | أغنية السنة                 | 2020  |
| فوز     | "HIP"             | أفضل مجموعة أداء صوتي       | 2020  |
| ------- | ----------------- | --------------------------- | ----- |

### Seoul Music Awards
| النتيجة | المرشح/الأغنية                                               | الفئة                                          | العام |
| خسارة   | "Mr.ambiguous"                                               | جائزة بونسانغ                                  | 2014  |
| خسارة   | مامامو                                                       | جائزة فنان جديد                                | 2014  |
| خسارة   | مامامو                                                       | جائزة الشعبية                                  | 2014  |
| خسارة   | مامامو                                                       | جائزة هاليو خاص                                | 2014  |
| خسارة   | "Um Oh Ah Yeah"                                              | جائزة بونسانغ                                  | 2015  |
| خسارة   | مامامو                                                       | جائزة الشعبية                                  | 2015  |
| خسارة   | مامامو                                                       | جائزة هاليو خاص                                | 2015  |
| خسارة   | مامامو                                                       | جائزة الشعبية                                  | 2016  |
| خسارة   | مامامو                                                       | جائزة هاليو خاص                                | 2016  |
| فوز     | "You're the Best"                                            | جائزة بونسانغ                                  | 2016  |
| فوز     | "Yes I Am"                                                   | جائزة أفضل رقصة على Tik Tok                    | 2017  |
| خسارة   | "Yes I Am"                                                   | جائزة بونسانغ                                  | 2017  |
| خسارة   | مامامو                                                       | جائزة الشعبية                                  | 2017  |
| خسارة   | مامامو                                                       | جائزة هاليو خاص                                | 2017  |
| فوز     | "Starry Night"                                               | جائزة بونسانغ                                  | 2018  |
| خسارة   | مامامو                                                       | جائزة الشعبية                                  | 2018  |
| خسارة   | مامامو                                                       | جائزة هاليو خاص                                | 2018  |
| فوز     | "HIP"                                                        | جائزة بونسانغ                                  | 2019  |
| خسارة   | مامامو                                                       | جائزة الشعبية                                  | 2019  |
| خسارة   | مامامو                                                       | جائزة هاليو خاص                                | 2019  |
| خسارة   | "Dingga"                                                     | جائزة بوسانغ                                   | 2020  |
| خسارة   | مامامو                                                       | جائزة شعبية موجة الكيبوب                       | 2020  |
| خسارة   | مامامو                                                       | جائزة الشعبية                                  | 2020  |
| خسارة   | مامامو المركز 1 : بي تي اس المركز 2 : مامامو المركز 3 : قوت7 | جائزة أفضل فاندوم (من طرف المعجبين حول العالم) | 2020  |
| ------- | ------------------------------------------------------------ | ---------------------------------------------- | ----- |

## الأول في برامج الموسيقى
| الجوائز (42 فوز في المجموع) | العام         |
| (8 أفوز)《You're the Best 》 ▪6 مارس على inkigago ▪9 مارس على show Champion ▪10 مارس على M coumtdown ▪11 مارس على Music Bank ▪13 مارس على inkigago (أسبوعان على توالي) ▪15 مارس على THE SHOW:s5 ▪16 مارس على Show Champion (أسبوعان على توالي) ▪18 مارس على Music Bank (أسبوعان على توالي) (فوز 1)《Décalcomanie 》 ▪29 نوفمبر على THE SHOW : s5 | 2016 (9مرات)  |
| (7 أفوز)《Yes I Am》 ▪27 يونيو على THE SHOW : s5 ▪28 يونيو على Show Champion ▪29 يونيو على M countdown ▪1 يوليو على Shoe Music Center ▪6 يوليو على M countdown (أسبوعان على توالي) ▪7 يوليو على Music Bank ▪13 يوليو على M countdown (تاج ثلاثي) | 2017 (7 مرات) |
| (9 أفوز)《Starry Night》 ▪13 مارس على THE SHOW:s5 ▪14 مارس على Show Champion ▪15 مارس على M countdown ▪18 مارس على inkigago ▪20 مارس على THE SHOW :s5 (أسبوعان على توالي) ▪22 مارس على M countdown (أسبوعان على توالي) ▪25 مارس على inkigago (أسبوعان على توالي) ▪1 أبريل على inkigago (تاج ثلاثي) (2 فوز)《Egotistic》 ▪24 يوليو على THE SHOW : s5 ▪2 أغسطس على M countdown | 2018 (11 مرة) |
| (7 أفوز)《Gogobebe》 ▪19 مارس على THE SHOW:s5 ▪21 مارس على M countdown ▪27 مارس على Show Champion ▪28 مارس على M countdown (أسبوعان على توالي) ▪29 مارس على Music Bank ▪30 مارس على Show Music Center ▪31 مارس على inkigago (7 أفوز)《HIP》 ▪21 نوفمبر على M countdown ▪22 نوفمبر على Music Bank ▪24 نوفمبر على inkigago ▪28 نوفمبر على M countdown (أسبوعان على توالي) ▪4 ديسمبر على Show Champion ▪22 ديسمبر على inkigago (أسبوعان على توالي) ▪29 ديسمبر على inkigago (تاج ثلاثي) | 2019 (14 مرة) |
| (فوز 1)《AYA》 ▪19 نوفمبر على M countdown | 2020 (مرة 1)  |
| --- | ------------- |

## الأوسمة

### تكريم الدولة
| مصدر   | الشرف                                | العام | الدولة أو المنظمة |
| [ 58 ] | وزير الثقافة والرياضة والسياحة تنوية | 2019  | كوريا الجنوبية    |
| ------ | ------------------------------------ | ----- | ----------------- |

## روابط خارجية
- مامامو على موقع ميوزك برينز (الإنجليزية)
- مامامو على موقع ديسكوغز (الإنجليزية)

## حساباتهم الرسمية
- الموقع الرسمي